# معهد قرطاج حنبعل

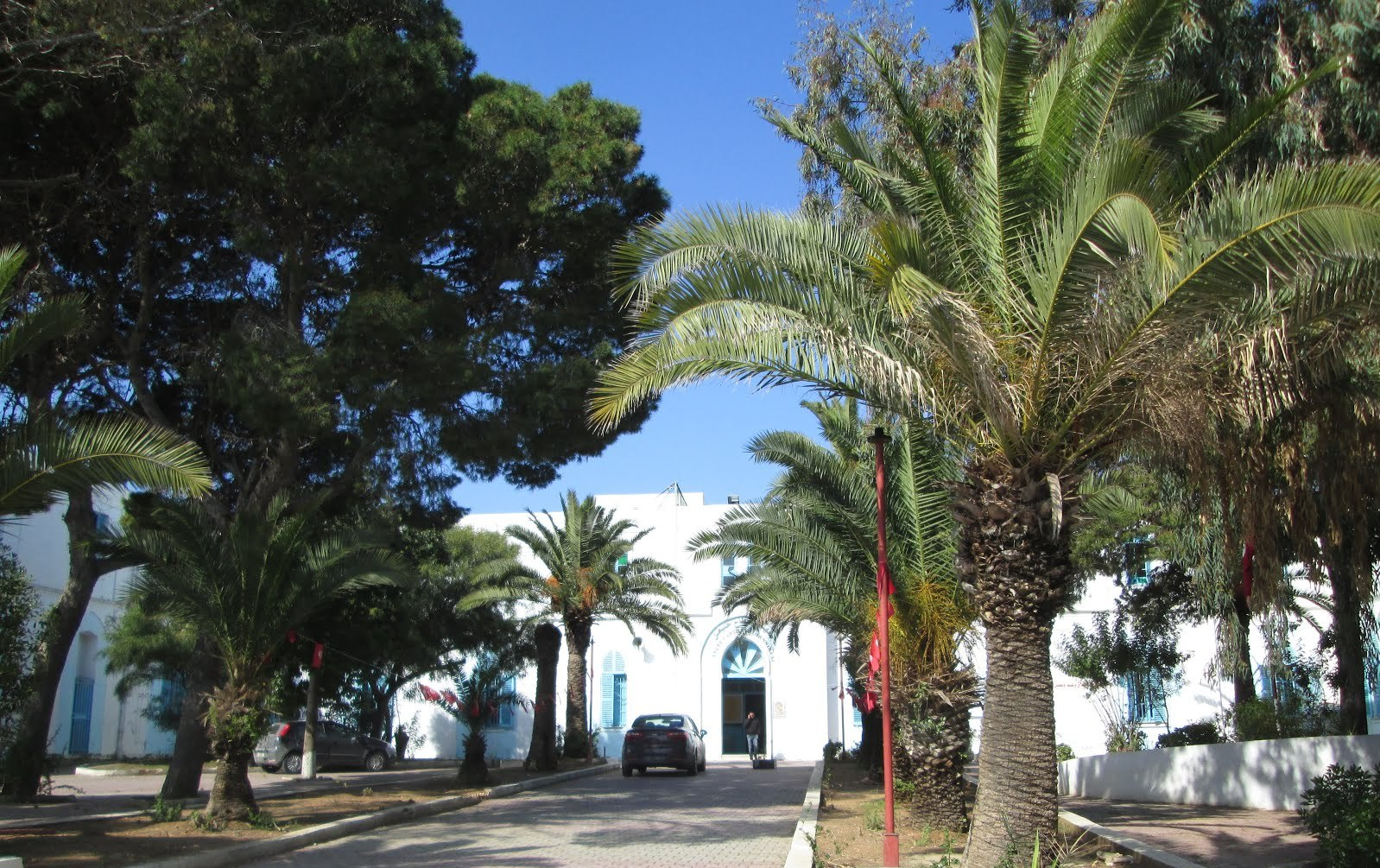
المدخل الرئيسي لمعهد قرطاج حنبعل

معهد قرطاج حنبعل هو أحد أقدم وأشهر المعاهد الثانوية بمدينة قرطاج وبالضاحية الشمالية لمدينة تونس، ويعود تأسيس مبنى المعهد إلى فترة الحماية الفرنسية تحديدا سنة 1877 وقد وقع تدريس اختصاصات متنوعة في تلك الفترة إلى حين استقلال البلاد التونسية وتحوله إلى معهد ثانوي ضمن نظام التعليم في تونس.

## نبذة تاريخية
أسس المعهد خصيصا لتعليم الصنائع والحرف للفتيات من قبل البعثات المسيحية الفرنسية وبعد استقلال البلاد التونسي شهد المعهد عديد التحسينات وذلك للحفاظ على الرونق التاريخي للمبنى من جهة وليصبح من أول المعاهد الثانوية الحديثة في النشأة ضمن النظام التعليمي التونسي من جهة أخرى، كما ونظرا للنمو السريع لعدد التلاميذ فقد وقع التوسيع في هذا المعهد عدة مرات إضافة إلى تلبية مستلزمات الإطار التربوي من قاعات ومخابر خصوصا مع التزايد الملحوظ لعدد التلاميذ الملتحقين بالمؤسسة سنويا ويعتبر المعهد واحد من أجمل المؤسسات التربوية بتونس من خلال إطلاله على البحر وخصوصا المنظر الخلاب للمؤسسة أمام المسرح الأثري بقرطاج وبجانب جامع مالك بن أنس.
كما عرف المعهد بتألق تلاميذه وابداعهم المتواصل على مدى الأجيال المتعاقبة وخاصة فيما بتعلق بدعم القضية الفلسطينية والقضايا الوطنية.

## مميزات المعهد
إن معهد قرطاج حنبعل ظل وسيظل منارة تعليمية وتربوية على المستوى الوطني فلطالما انجب احسن التلاميذ للبلاد، فالعديد من الإطارات والمواهب التونسية والشخصيات المرموقة زاولت تعليمها به دون نسيان الأنشطة المتنوعة التي يؤمها تلاميذ المعهد ونذكر منها:
- BIL Carthage
- Club Concentration LCH
- L.C.H Press Club
- Interact Club Rey de Cartago
- Interact Club Tunis César
- JCI Ariana Junior
- Speech Club LCH
- Club des Anciens du Lycée Carthage Hannibal
- Le Club Culturel Hispanique du Lycée Carthage Hannibal
- Lycée Carthage Hannibal Art Club

## من تلاميذه المشهورين
- طارق بن عمار
- زياد الهاني
- لينا بن مهني